# Якоб I фон Флекенщайн
Якоб I фон Флекенщайн (на немски: Jakob I von Fleckenstein; * ок. 1430; † между 6 октомври 1471 и 14 юли 1472) е благородник от фамилията Флекенщайн от Елзас.

## Произход
Той е син на Хайнрих XIV (XV) фон Флекенщайн († 1459/1460), фогт на Зулц, и съпругата му Петриса фон Хелмщат († 1463), внучка на рицар Випрехт I фон Хелмщат († 1408). Брат е на рицар Фридрих VI фон Флекенщайн († сл. 1487).

## Фамилия
Якоб I фон Флекенщайн се жени пр. 5 януари 1459 г. за Маргарета фон Ратзамхаузен (* ок. 1434; † сл. 1478), дъщеря на Лутелман IV фон Ратзамхаузен, господар на Майстербрун († 1458) и Катарина фон Хатщат (* ок. 1408). Те имат седем деца:
- Хайнрих фон Флекенщайн († сл. 1474)
- Ханс фон Флекенщайн († сл. 1474)
- Михаел фон Флекенщайн († сл. 1474)
- Николаус фон Флекенщайн (* ок. 1460; † ок. 1519), господар на Нидерброн, Рьодерн, Лембах-Матщал, женен 1489 г. за Маргарета Грайфенклау (* ок. 1464; † сл. 14 декември 1514)
- Филип фон Флекенщайн († 1504), женен за Хелена фон Фенинген
- Енел фон Флекенщайн († пр. 1502)
- Петернел фон Флекенщайн († сл. 1502)

## Галерия
- Замък Флекенщайн
- Останки от замък Флекенщайн